# Aldo Eminente
Aldo Eminente (n. 19 august 1931, Hà Nội, Vietnam – d. 22 august 2021, Boulogne-Billancourt, Franța) a fost un înotător francez, medaliat olimpic. A participat la o ediție a Jocurilor Olimpice (1952) în care a câștigat o medalie de bronz.

## Participări
Lista de mai jos prezintă principalele competiții la care a participat Aldo Eminente de-a lungul carierei.
- swimming at the 1952 Summer Olympics – men's 4 × 200 metre freestyle relay[*]